# Контејнер за уклањање игала
Контејнер за уклањање игала посебно је дизајнирана посуда за физичко уклањање и складиштење  игала са шприцева након њихове употребе.

## Предуслови
Тренутно, у већини области у свету у развоју, оштри отпад је опасан за заједницу, а здравствени радници и руковаоци отпадом нису заштићени од опасних оштрих предмета када прикупљају, складиште и транспортују или одлажу оштри тпада.
Сваке године се широм света примени више од 16 милијарди инјекција.  Према проценама у неким регионима света 17 до 75% инјекција је поново коришћено, са нестерилином опремом за инјекције. Такође се процењује  да небезбедна поновна употреба шприцева изазива годишње 20 милиона инфекција хепатитисом Б, 2 милиона инфекције хепатитисом Ц и 250.000 ХИВ инфекција годишње.
Главни алати за спречавање поновне употребе нестерилни шприцеви и игле су сигурносни шприцеви као што су уређаји који се аутоматски искључују и увлаче (аутоинјектори).
Међутим, већина шприцева који се тренутно користе на глобалном нивоу не спречавају поновну употребу. Стога безбедно и одговарајуће одлагање оштрих предмета и отпада од шприцева игра кључну улогу у безбедном убризгавању, превенција поновне употребе и ширењу заразних болести.

## Опште информације
Иако су ове посуде су све више у слободној употреби на глобалном нивоу, изузев у земљама у развоју где и даље постоји потреба за безбедно уклањање игал у болничким установама али и ван ових установа јер се већина процеса вађења игле обавља ручно и под великим ризиком од убода игле у кожу и ризика од инфекције. Ове земље не могу себи приуштити игле са причвршћеним појединачним сигурносним уређајима, тако да се морају користити средства за скидање игле или уклањање игле из шприца, чиме се смањује могуће ширење патогена, спречава поновна употребе шприцева, смањују случајева случајног убода игле и олакшава одлагања шприцева.
У регионима које је истраживала Светска здравствена организација (СЗО) почетком 2000-их, пријављени број повреда убодом игле у земљама у развоју кретао се од 0,93 до 4,68 повреда по особи годишње, што је пет пута више него у индустријализованим земљама.
Повреде убода иглом су додатно компликоване преношењем болести, као што су хепатитис Б, хепатитис Ц и ХИВ.
У Гани, студија која је обухватила  803 ученика открила је да 61,2% има најмање један маркер вируса хепатитиса Б. Као резултат тога, здравствени радници, пацијенти и заједница у земљама у развоју су под повећаним ризиком од заразе патогенима који се преносе крвљу путем поновне употребе и неправилног одлагања игала, као и случајних убода игала.
У САД, Закон о безбедности од убода иглом потписан 2000. и Стандард о патогенима који се преносе крвљу из 2001. налажу употребу сигурносних уређаја и уређаја за уклањање игала са оштрим предметима или иглама. Као резултат тога, дошло је до великог повећања истраживања, развоја и маркетинга сигурносних уређаја за игле и уређаја за уклањање игала. У већини болничких и медицинских установа у САД, прописи о безбедности игала се одржавају кроз појединачне сигурносне уређаје за игле и кутије за одлагање игала.

## Предности контејнера за уклањање игала
Неке од најзначајнијих предности  контејнера за уклањање игала јесу:
- Непосредна изолација контаминираних оштрих игала.
- Средства за уклањање игала минимизирају појаву случајног убода игле јер омогућавају тренутно уклањање и задржавање игала у контејнеру, посебно ако је уређај близу подручја употребе.
- Поновна употреба шприцева је спречена јер уређај за уклањање игле физички одваја иглу од шприца, чинећи шприц бескорисним.
- Побољшавају одлагање отпада тако што смањују  количину инфективног отпада и количину сигурносних кутија потребних за отпад.[13]
- Уређаји су исплативи јер један уређај може да прими неколико стотина игала.
- Повећана свест о контаминираним оштри  предметима и ствара услове за понашања специфичне за управљање заразним оштрим предметима од губљења.

Многе земље у развоју немају ресурсе да приуште шприцеве са аутоматском блокадом игле (аутоинјекторе), уз помоћ контејнера за уклањање игала, болнице могу да користе јефтине шприцеве, јер плаћају само једнократну накнаду за куповину контејнера за уклањање игала који има животни век у распон од око 200-500 игала.

## Карактеристике
Контејнер за уклањање игала јесу тврде пластичне посуда које се користи за безбедно одлагање хиподермичних игала за једнократну употребу. Ови контејнери треба да испуњавају селедеће услове:
- да су направљени од тешке пластике,
- да могу да се затвори поклопцем који чврсто пристаје, отпорним на бушење, а да оштрице не могу да изађу из контејнера,
- да су усправни и стабилни током употребе,
- да су отпорни на цурење,
- да су прописно обележени како би упозорили на опасан отпад унутар контејнера.

Контејнери за уклањање игала могу бити за: 
- једнократну употребу,
- за вишекратну употребу. Ови контејнери се након пражњења стерилишу, пре него што се врате на поновну употребу.

Контејнер за одлагање оштрих предмета се пуне до на њему означене линији или ако она није означена до око три четвртине (3/4) његове запремине. У том тренутку, контејнер се празни или одлажу до рециклаже.
У Сједињеним Америчким Државама, ови контејнери су обично црвене боје, а у другим земљама често су жуте боје и означени су универзалним симболом биолошке опасности ради лакшег препознавања. 
Аеродроми и велике институције обично имају посуде за оштре предмете доступне у тоалетима за безбедно одлагање шприцева и игала за кориснике лекова као што су дијабетичари зависни од инсулина.
Медицинске установе и лабораторије су такође опремљене контејнерима за оштре предмете, као и опремом која је неопходна за њихову безбедну стерилизацију или одлагање. Ово минимизира раздаљину коју контејнери морају да пређу и број људи који долазе у контакт са оштрим отпадом. 
Мање клинике или канцеларије су према прописима многих земаља дужне  да ангажују услуге компаније која је специјализована за транспорт и правилно одлагање опасног отпада.